# Беглецы (фильм, 1932)
«Беглецы́» — советский агитационно-пропагандистский фильм.
Получил отрицательную рецензию и в прокат выпущен не был. Плёнка не сохранилась.

## Сюжет
Действие фильма разворачивается во время возможной войны на территории противника. Связист одной из частей Красной Армии, посланный с донесением в штаб, попадает под обстрел. Струсив, он бросает мотоцикл и убегает с фронта. Однако дезертира настигает дозорный-однополчанин и, арестовав, конвоирует его назад в часть. Остановившись на отдых в деревне, они проявляют беспечность и попадают в руки врага. Только благодаря бдительности и солидарности иностранных рабочих удается расстроить планы противника, основанные на данных, полученных от пленных красноармейцев. С разгромом противника они вновь оказываются в своей части. Следует заслуженное наказание — расстрел.

## Рецензия
«Не вскрыв причины дезертирства, источников его, не показав классовой природы дезертирства, авторы фильма скатились до упрощенчества, грубой схемы в художественной трактовке образов и тем самым расслабили художественную мощь произведения.»

Кацнельсон Л., Бобрик Я. Доклад об основных этапах развития белорусской кинематографии (1932).

## Технические данные
- Чёрно-белый, звуковой
- 5 частей.